# Utah Jazz 2005-2006
La stagione 2005-06 degli Utah Jazz fu la 32ª nella NBA per la franchigia.
Gli Utah Jazz arrivarono secondi nella Northwest Division della Western Conference con un record di 41-41, non qualificandosi per i play-off.

## Roster
| N° | Naz.                   | Ruolo | Sportivo         | Anno | Alt. | Peso |
| -- | ---------------------- | ----- | ---------------- | ---- | ---- | ---- |
| 00 | Stati Uniti (bandiera) | C     | Greg Ostertag    | 1973 | 218  | 127  |
| 3  | Belize (bandiera)      | G     | Milt Palacio     | 1978 | 191  | 88   |
| 5  | Stati Uniti (bandiera) | A     | Carlos Boozer    | 1981 | 206  | 117  |
| 8  | Stati Uniti (bandiera) | G     | Deron Williams   | 1984 | 191  | 95   |
| 10 | Croazia (bandiera)     | GA    | Gordan Giriček   | 1977 | 198  | 95   |
| 13 | Turchia (bandiera)     | AC    | Mehmet Okur      | 1979 | 211  | 113  |
| 15 | Stati Uniti (bandiera) | A     | Matt Harpring    | 1976 | 201  | 105  |
| 23 | Stati Uniti (bandiera) | G     | Devin Brown      | 1978 | 196  | 100  |
| 25 | Stati Uniti (bandiera) | G     | Keith McLeod     | 1979 | 188  | 85   |
| 30 | Stati Uniti (bandiera) | G     | Andre Owens      | 1980 | 193  | 91   |
| 31 | Stati Uniti (bandiera) | AC    | Jarron Collins   | 1978 | 211  | 116  |
| 34 | Stati Uniti (bandiera) | G     | C.J. Miles       | 1987 | 198  | 95   |
| 43 | Stati Uniti (bandiera) | A     | Kris Humphries   | 1985 | 206  | 107  |
| 47 | Russia (bandiera)      | A     | Andrej Kirilenko | 1981 | 206  | 100  |
| 54 | Stati Uniti (bandiera) | C     | Robert Whaley    | 1982 | 208  | 118  |

## Staff tecnico
- Allenatore: Jerry Sloan
- Vice-allenatori: Tyrone Corbin, Phil Johnson, Scott Layden
- Vice-allenatore per lo sviluppo dei giocatori: Mark McKown